# Луґовиці
Луґовиці (пол. Ługowice) — село в Польщі, у гміні Могельниця Груєцького повіту Мазовецького воєводства.
Населення — 68 осіб (2011).
У 1975-1998 роках село належало до Радомського воєводства.

## Демографія
Демографічна структура станом на 31 березня 2011 року:
|          | Загалом | Допрацездатний вік | Працездатний вік | Постпрацездатний вік |
| -------- | ------- | ------------------ | ---------------- | -------------------- |
| Чоловіки | 36      | 7                  | 19               | 10                   |
| Жінки    | 32      | 0                  | 15               | 17                   |
| Разом    | 68      | 7                  | 34               | 27                   |